# Gonzalve Garcia
Gonzalve Garcia (en portugais : Gonçalo Garcia, en marathi : गोंसालो गार्सिया), né en 1556 (ou 1557) à Bassein (Inde) et mort (exécuté) le 5 février 1597 à Nagasaki (Japon), est un franciscain déchaussé indien, missionnaire au Japon. Il meurt en témoignage de la foi chrétienne, avec 25 autres chrétiens et fait partie du groupe des vingt-six martyrs du Japon qui sont canonisés ensemble par le pape Pie IX en 1862.

## Biographie

### Premières années
De père soldat portugais et de mère indienne canarim ou cannaraise (plus probablement concanaise), Gonzalve Garcia passe ses premières années au fort de Bassein au nord de Bombay, en Inde portugaise (aujourd'hui: Diocèse de Vasai), où il fait ses classes à l’école des jésuites (1564-1572). Il s’y lie d’amitié avec le père Sébastien Gonsalves. Il a à peine 15 ans lorsqu'il exprime le désir de l’accompagner lorsque le père est envoyé comme missionnaire au Japon (1572). 

### Catéchiste au Japon
Avec d’autres confrères jésuites Gonsalves et Garcia quittent l’Inde portugaise en mars 1572 pour arriver au Japon en juillet. Durant le voyage Gonzalve étudie la langue japonaise avec l’aide d’un voyageur japonais : il y acquiert bientôt une remarquable aisance. 
Au Japon Garcia est un catéchiste-prédicant et proche collaborateur des jésuites. Sa bonne connaissance de la langue japonaise lui ouvre beaucoup de portes. Il est fort apprécié mais lorsqu’il demande son admission dans la Compagnie de Jésus, son souhait n’est pas exaucé, peut-être parce qu’il est métis. 
Après huit ans de collaboration il quitte les jésuites et s’installe comme marchand à Alacao. Les affaires vont bien mais le cœur de Garcia est ailleurs, il reste attiré par la vie religieuse et missionnaire. Ses affaires le conduisent souvent à visiter Manille (aux Philippines) où il fait la connaissance des franciscains.

### Frère franciscain
À sa demande il est accepté chez les Frères mineurs déchaussés. Avec eux il revient au Japon. En mai 1593 il est membre de l’ambassade envoyée par le gouverneur espagnol de Manille auprès de l’empereur du Japon comme interprète de l’ambassadeur, le franciscain Pierre Baptiste.

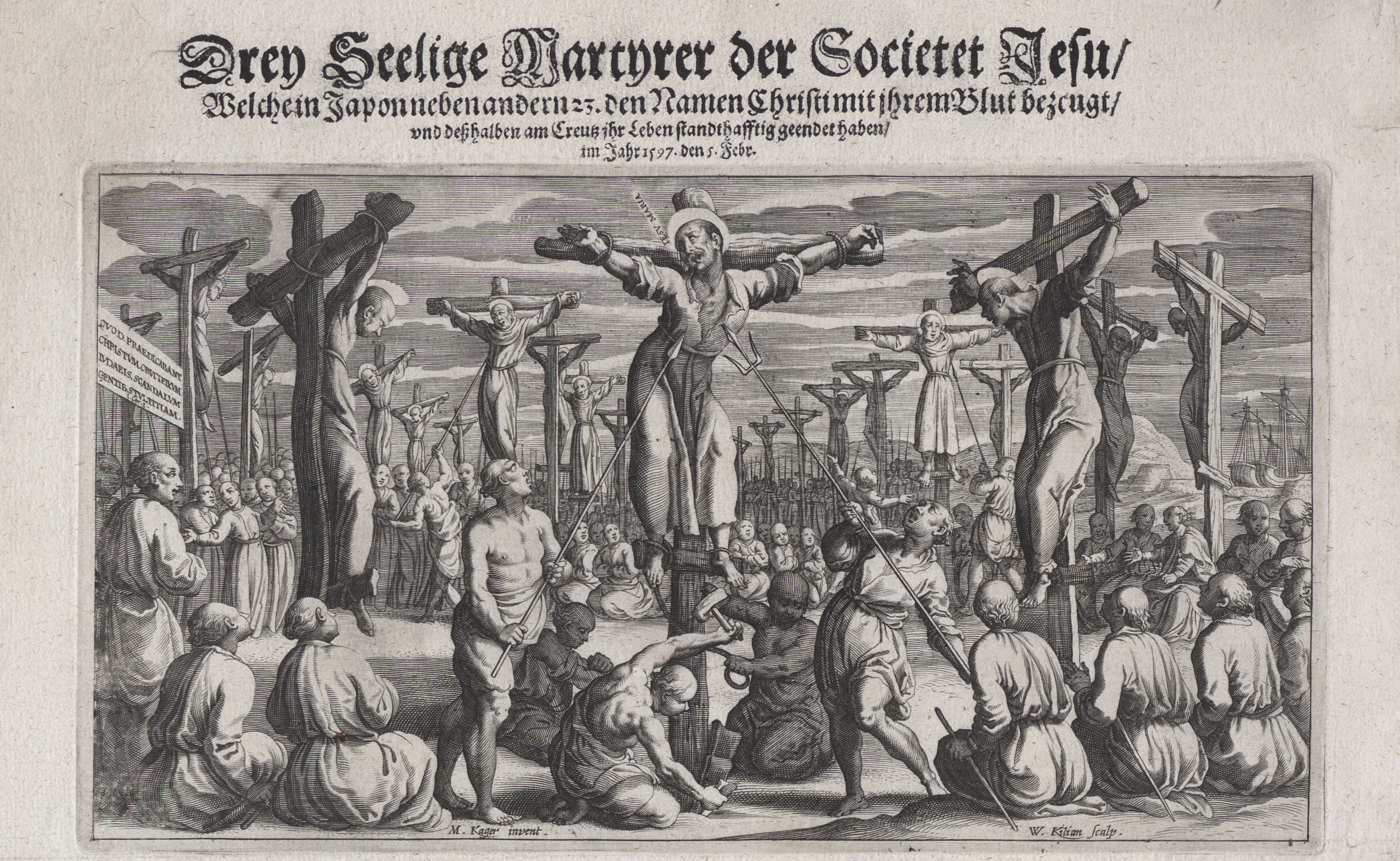
Les 26 crucifiés de Nagasaki (gravure de 1628)

Les Franciscains sont bien reçus et le travail missionnaire est autorisé dans la région de Kyoto, malgré l’opposition des moines bouddhistes. Cependant l’arrivée d’un navire espagnol et les vantardises de son capitaine qui exalte la grandeur et puissance du roi d’Espagne qui a déjà soumis beaucoup de nations compromet la situation. Devenu soupçonneux et hostile, le shogun Toyotomi Hideyoshi fait arrêter les missionnaires étrangers. 

### Condamnation et crucifiement
Arrêtés le 8 décembre 1596, Baptiste et Garcia sont condamnés en janvier 1597. Ils doivent faire encore une longue marche pour arriver à Nagasaki le 4 février. Après avoir été torturés, ils sont exécutés le 5 février 1597. Ils font partie du groupe des 26 chrétiens morts, crucifiés sur une colline de Nagasaki, pour leur fidélité à la foi chrétienne. 
Dès 1627, le pape Urbain VIII déclare bienheureux les vingt-six martyrs du Japon et autorise culte et vénération. Ils sont canonisés deux siècles et demi plus tard, le 8 juin 1862, par le pape Pie IX. Gonzalve Garcia est le premier saint catholique du sous-continent indien.